# モンタルト・デッレ・マルケ
モンタルト・デッレ・マルケ（伊: Montalto delle Marche）は、イタリア共和国マルケ州アスコリ・ピチェーノ県にある、人口約1,900人の基礎自治体（コムーネ）。

## 地理

### 位置・広がり
アスコリ・ピチェーノ県のコムーネ。県都アスコリ・ピチェーノから北へ15kmの距離にある。

#### 隣接コムーネ
隣接するコムーネは以下の通り。括弧内のFMはフェルモ県所属を示す。
- カラッサーイ
- カスティニャーノ
- コッシニャーノ
- モンテ・リナルド (FM)
- モンテディノーヴェ
- モンテルパロ (FM)
- オルテッツァーノ (FM)

### 気候分類・地震分類
モンタルト・デッレ・マルケにおけるイタリアの気候分類 (it) および度日は、zona E, 2240 GGである。
また、イタリアの地震リスク階級 (it) では、zona 2 (sismicità media) に分類される。

## 行政

### 分離集落
モンタルト・デッレ・マルケには、以下の分離集落（フラツィオーネ）がある。
- Madonna del Lago, Patrignone, Porchia

## 出身人物
- レンツォ・エウセビ - 画家、彫刻家。